# 翼柄崖爬藤
翼柄崖爬藤（学名：Tetrastigma alatum）为葡萄科崖爬藤属下的一个种。

## 扩展阅读
- 維基物種上的相關：翼柄崖爬藤